# Aftermath (film, 1994)
Pour les articles homonymes, voir Aftermath.
Aftermath est un court-métrage d'horreur espagnol réalisé par Nacho Cerdà en 1994.

## Synopsis
Le film se découpe en deux parties de 15 minutes.
Dans la première partie, on voit deux médecins pratiquer chacun une autopsie sur des cadavres d'hommes. L'un des médecins est consciencieux tandis que son collègue fait n'importe quoi. En effet, ce dernier ouvre le corps, enlève des organes puis la cervelle, les nettoie, les met en vrac dans la cage thoracique du cadavre avant de recoudre le tout.
Dans la seconde partie, le médecin consciencieux est rentré chez lui. Son collègue pratique alors une autopsie sur une jeune femme et se met à céder à d'étranges pulsions. Il va notamment donner des coups de couteaux dans le sexe de la jeune femme, se masturber en palpant les organes internes qu'il a mis a nu, se prendre en photo pendant qu'il viole le cadavre et voler le cœur. De retour chez lui, il donne le cœur à manger à son chien puis s'installe sur son canapé pour regarder la télé.

## Distribution
- Xevi Collellmir
- Jordi Tarrida
- Ángel Tarris
- Pep Tosar

## Autour du film
- Tout est montré de manière explicite, que ce soit les organes, la cervelle, les parties génitales des hommes et des femmes ou encore le visage des morts avec les yeux grand ouvert.
- Ce film aborde le thème de la nécrophilie.
- Le film ne contient aucun dialogue.